# Euphorbia umbellata
Euphorbia umbellata je druh rostliny z čeledi pryšcovité. Je často pěstována pod starším názvem Synadenium grantii nebo pod lidovým názvem gumovník. Je to lehce sukulentní dřevina s jednoduchými střídavými listy a řídkými tmavě červenými květenstvími. Rostlina pochází z východní Afriky. Je pěstována jako pokojovka, v teplejších oblastech světa i jako venkovní okrasná rostlina. Mléčně bílá latexová šťáva je jedovatá a má velmi silně dráždivý účinek na kůži a sliznice. Proto je třeba při jejím pěstování dbát zvýšené opatrnosti.

## Popis
Euphorbia umbellata je poněkud sukulentní, stálezelený keř nebo keřovitý strom dorůstající výšky 5 metrů nebo výjimečně až 10 metrů. Listy jsou střídavé, jednoduché, celistvé a celokrajné, poněkud dužnaté, se zpeřenou žilnatinou. Čepel listů je podlouhlá nebo obkopinatá, až 15 cm dlouhá a 6 cm široká, s dlouze klínovitou bází a tupým až krátce zašpičatělým vrcholem. Řapík je krátký, do 8 mm dlouhý. Palisty jsou přeměněné v malé hnědé žlázky. Květy jsou uspořádány do cyathií skládajících volné vrcholíky. Cyathia jsou červená, podepřená nálevkovitým zákrovem a připomínající jediný dužnatý květ, asi 6,5 x 3 mm velká, složená z jednoho samičího květu obklopeného samčími květy. Samčí květy jsou bezobalné, přisedlé, s 1 tyčinkou. Samičí květy jsou krátce stopkaté. Okvětí je tvořeno trojlaločným lemem. Semeník je svrchní, krátce hustě chlupatý, se 3 volnými, na konci dvojklanými čnělkami. Obsahuje 3 komůrky. Plodem je trojlaločná, 8 mm dlouhá tobolka obsahující 3 semena.

## Rozšíření
Rostlina pochází z východní tropické Afriky. Je rozšířena v oblasti od Keni po východní Zaire a Malawi. Některé zdroje (např. ) uvádějí areál větší, sahající od Etiopie na jih až po Zimbabwe.
Je to suchomilná dřevina, rostoucí v řídké stromové xerofytní vegetaci na skalnatých svazích kopců a hor v nadmořských výškách od 900 do 2100 metrů.

## Jedovatost a účinné látky
Rostlina při porušení snadno roní množství bílé, lepkavé, silně dráždivé latexové šťávy, která má silně dráždivé účinky. Proto je třeba při manipulaci s rostlinou dbát zvýšené opatrnosti a umístit ji mimo dosah dětí. Mléčná šťáva způsobuje při kontaktu s kůží a sliznicemi pálení, dermatitidu a puchýře. Tyto projevy mohou nastoupit i po několika hodinách. Dráždivý účinek způsobují diterpenické estery odvozené od 4-desoxyforbolu. Tyto látky byly dosud zjištěny pouze u pryšců. Nejsilnější dráždivý účinek má 12-0-tigloyl-4-deoxyforbol-13-isobutyrát. Podobně dráždivý je pravděpodobně i podobný druh Euphorbia bicompacta.

## Taxonomie
Druh Euphorbia umbellata je v současné taxonomii rodu Euphorbia řazen do sekce Monadenium.

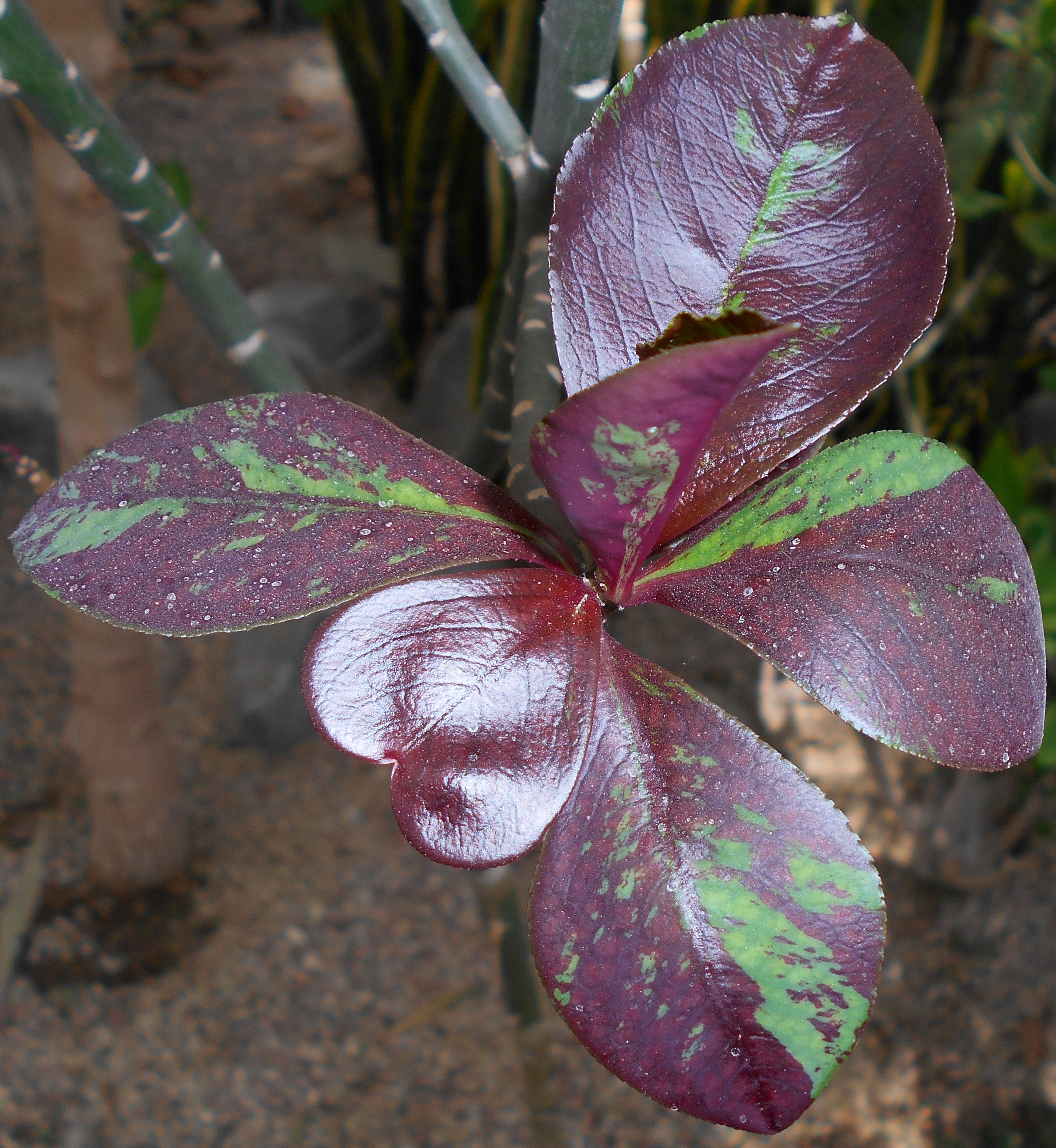
Listy Euphorbia bicompacta, druhu často mylně pěstovaného pod názvem Synadenium grantii

Taxonomická historie tohoto druhu je poměrně složitá. Poprvé byl popsán v roce 1867 J. D. Hookerem jako Synadenium grantii, v roce 1894 pak F. A. Paxem jako Synadenium umbellatum. V roce 2006 byl na základě výsledků molekulárních studií celý rod Synadenium vřazen do rodu Euphorbia a oba tyto názvy byly shledány jako synonyma. Protože název Euphorbia grantii již existuje pro zcela jiný druh, byl pro tento druh zvolen název Euphorbia pseudograntii. Po zveřejnění bylo ovšem zjištěno, že tento název byl již publikován F. A. Paxem v roce 1901 pro jiný druh. V roce 2007 byla zveřejněna korekce a druh dostal platný název Euphorbia umbellata. Rod Synadenium byl od rodu Euphorbia odlišován na základě žlázek v cyathiích, které jsou u Synadenium spojené do kruhu, zatímco u Euphorbia jsou oddělené.
Situace okolo tohoto druhu je navíc komplikována tím, že pod názvem Synadenium grantii je často mylně pěstován druh Euphorbia bicompacta (syn. Synadenium compactum). Odlišuje se zejména široce vejčitými, na okraji řídce zubatými listy a krátkým květenstvím. Pochází rovněž z východní Afriky.

## Význam
Druh je v teplých oblastech Evropy a Severní Ameriky pěstován jako okrasná venkovní rostlina. V České republice je pěstována jako pokojovka.
V některých afrických zemích je tento druh využíván v místním lékařství. Latexová šťáva slouží zevně k vypalování bradavic, na abscesy, syfilis a dokonce i vnitřně proti střevním parazitům. Přípravky z kořenů se v Tanzanii používají při malárii. Latex také slouží jako jed k lovu ryb a ve Rwandě je jednou ze složek šípového jedu. V Keni a Tanzanii je rostlina občas používána ke kriminálním činům. V brazilské lidové medicíně je šťáva tohoto druhu používána při všech typech rakoviny, alergiích, vnitřním krvácení, impotenci, malomocenství, trávicích potížích, Chagasově chorobě aj. chorobách. Rostlina je zde známa pod názvem janaúba. Lékařské studie prokázaly účinek chloroformového extraktu z listů proti původci malárie (Plasmodium falciparum), spavé nemoci (Trypanosoma brucei) a Chagasovy choroby (Trypanosoma cruzi). Rovněž byly prokázány cytotoxické účinky.